# Solenostoma caucasicum
Solenostoma caucasicum là một loài rêu tản trong họ Jungermanniaceae. Loài này được (Váňa) Konstantinova miêu tả khoa học lần đầu tiên năm 1992.